# Från jorden till månen
Från jorden till månen (franska: De la terre à la lune, alternativt De la Terre à la Lune) är en roman från 1865 av Jules Verne. Fortsättningen Månen runt utgavs i Frankrike första gången 1870, men i Sverige utgavs de båda först det senare året.

## Handling

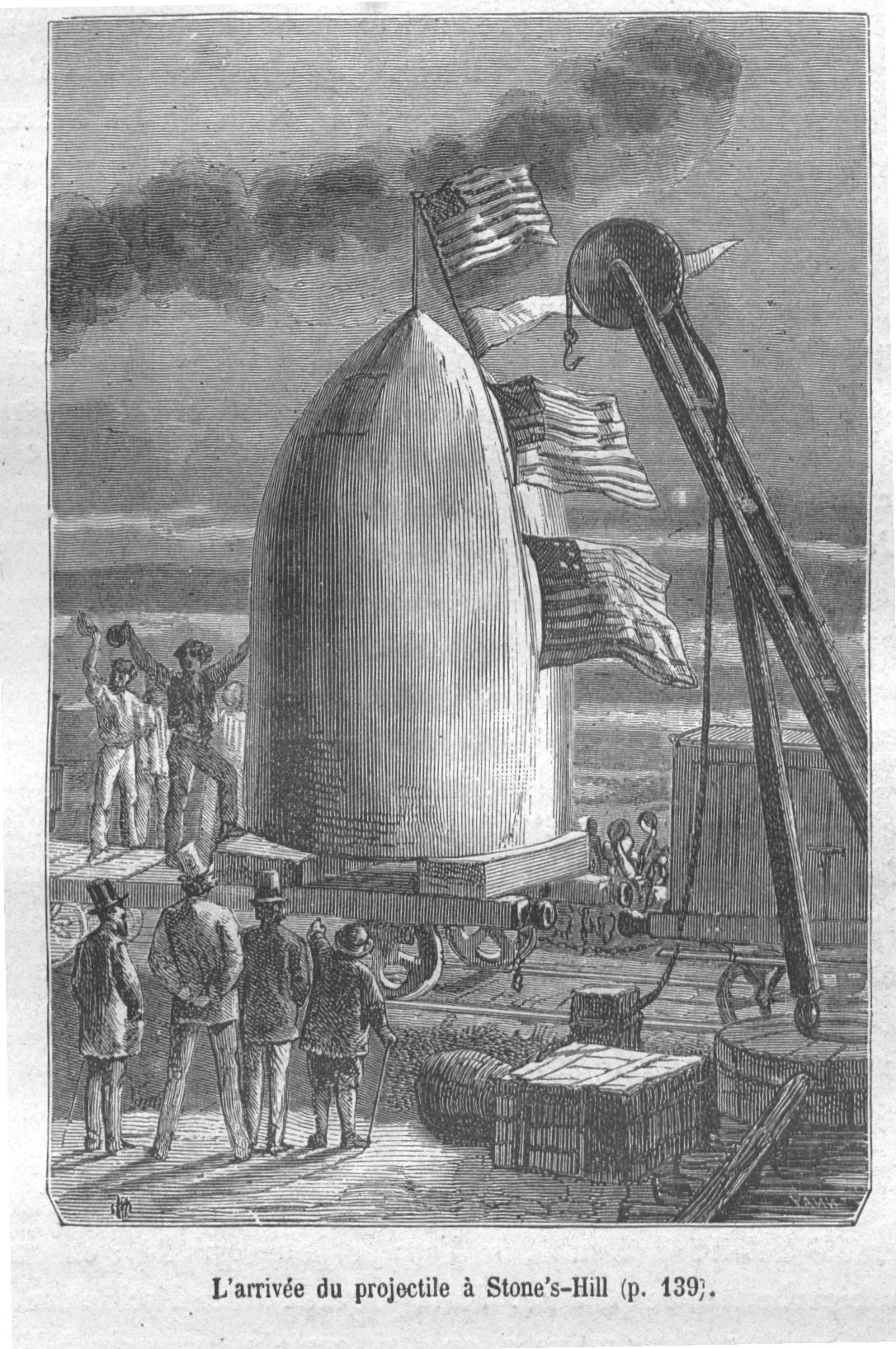
Projektilen, inför uppskjutningen mot månen.

Historien börjar med att en samling artillerister och krigsveteraner blir sysslolösa när det amerikanska inbördeskriget tagit slut. Det första förslag som kommer fram för att de ska få något att göra är att starta ett nytt krig, men deras ledare, ordförande Barbicane, lägger fram en plan som går ut på att skicka en projektil till månen – i vetenskapligt syfte. Hela ”kanonklubben” (engelska "Gun Club" och i 1929 års översättning omnämnd som Gunklubben), som detta sällskap i Baltimore kallar sig, brister ut i hurrarop, och snart har resten av världen involverats i projektet.
När en fransk äventyrare och två av klubbens medlemmar mer eller mindre kräver att få åka med, blir det så mycket mer och större än bara en extra stor kanonkula som ska skjutas ut i rymden.

## Rollgalleri

### De tre månfararna
- Impey Barbicane – president i "Gun Club"; en sorts elegant Onkel Sam
- Michel Ardan – fransk forskningsresande; med efternamnet omkastat från Félix Nadar.
- Kapten Nicholl – ursprunglig motståndare till Barbicanes månprojekt.

### Övriga i Gun Club (kapitel 1)
- J.T. Maston – sekreterare i klubben; entusiastisk konstruktör av dödliga mörsare
- Bilsby – före detta officer inom artilleriet
- Överste Blomsberry – officer från inbördeskriget, där han förlorade två händer
- Major Elphiston – kemist och medlem av klubbens nybildade kanonkommitté
- Tom Hunter – hade förlorat sina båda ben under inbördeskriget
- General Morgan – medlem av kanonkommittén
- Murchison – ingenjör

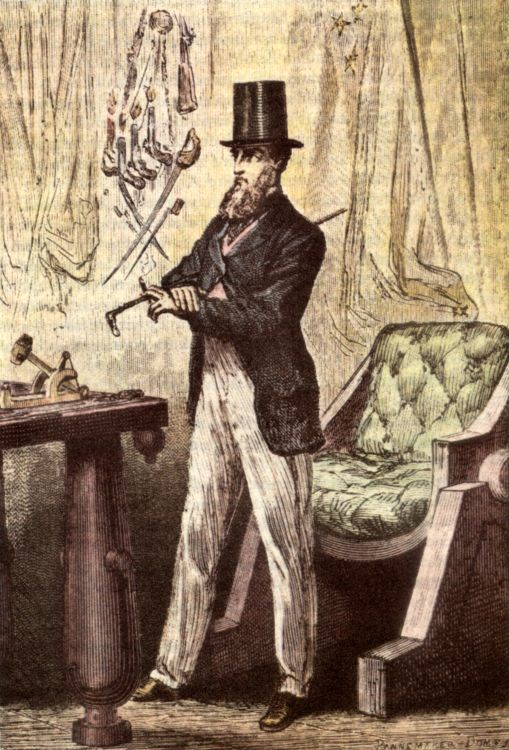
Impey Barbicane, en sorts elegant Onkel Sam.
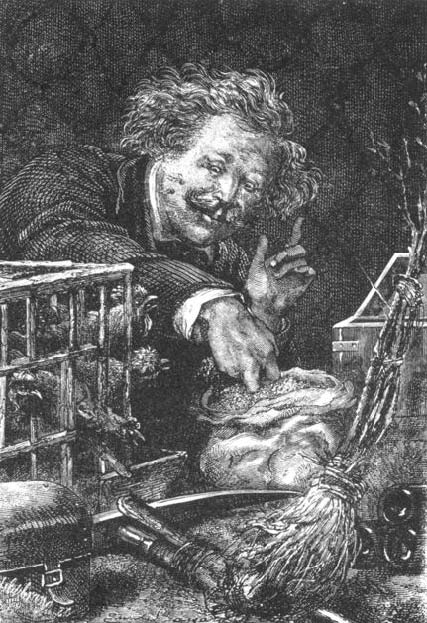
Fransmannen Michel Ardan.
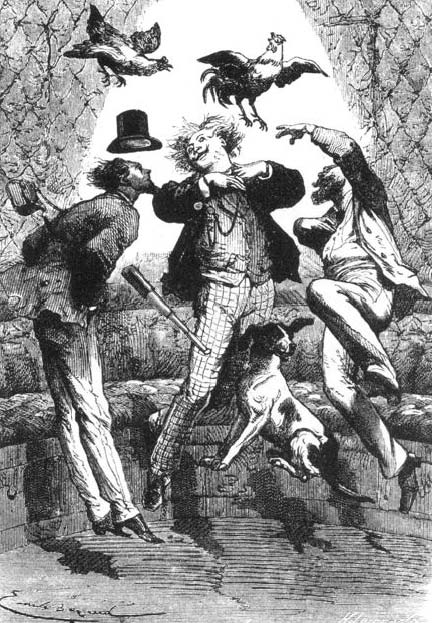
Rymdfararna svävar tyngdlösa inuti sin projektil.
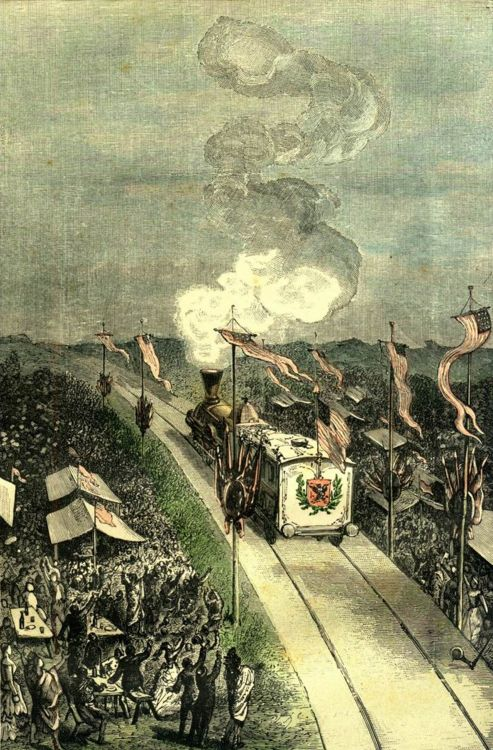
De tre rymdfararna hyllas.

## Bakgrund
Romanen var Jules Vernes tredje, efter 1863 års debut Fem veckor i en ballong och föregående års Till jordens medelpunkt. Till denna historia hade Verne benägen hjälp av matematikläraren Henri Garcets rätt så vidlyftiga beräkningar, detta var på den vetenskapliga nivå som på 1860-talet stod till buds angående rymdexpeditioner. Historien är full av siffror men berättas på ett medryckande sätt.

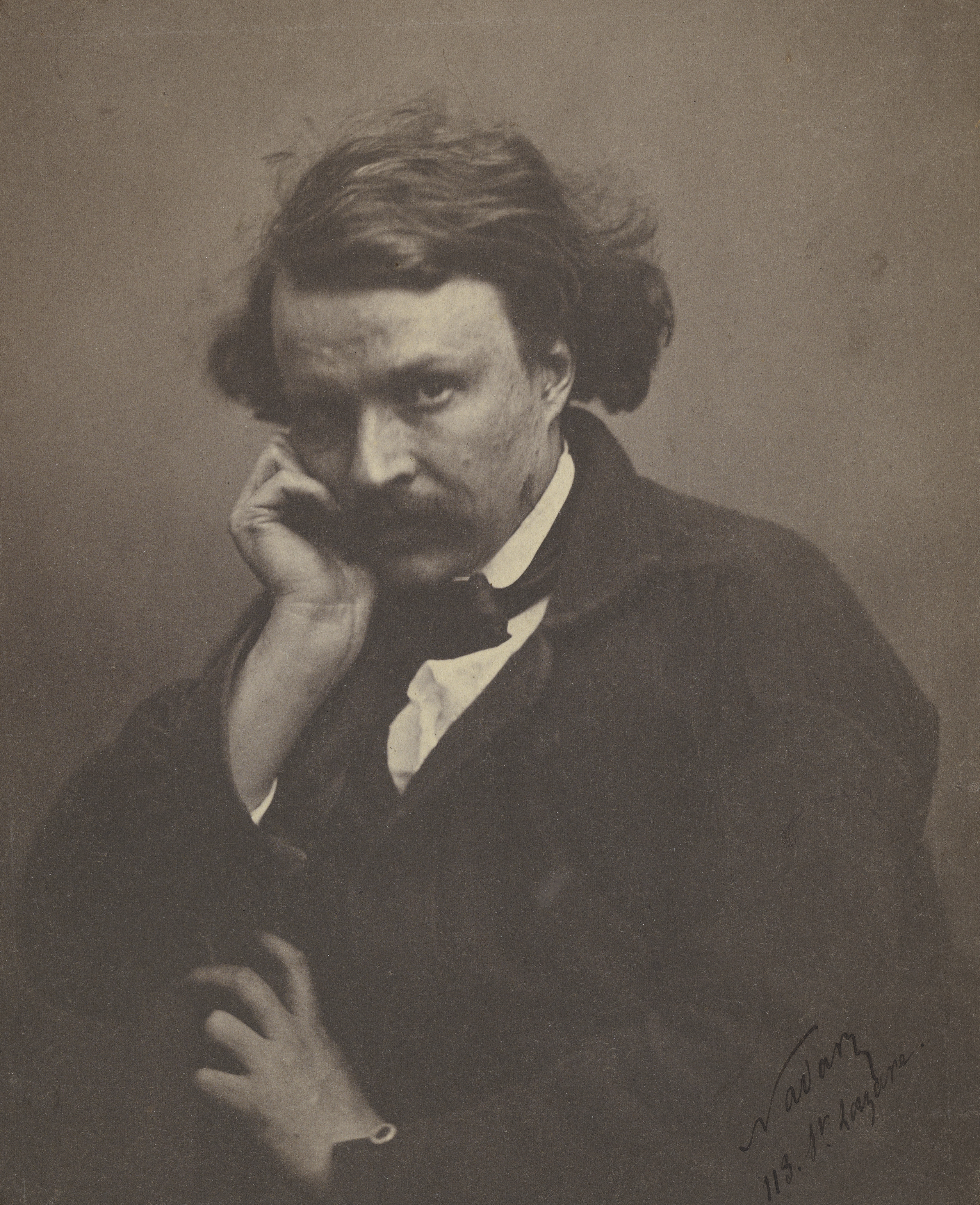
Félix Nadar, förebild för rymdfararen Michel Ardan.

Verne beundrade Edgar Allan Poe och hade hämtat inspiration från dennes berättelse "Hans Pfalls resa till månen" (1835) inför sin egen Hector Servadacs resor i rymden från 1877. Det har ansetts sannolikt att Verne även låtit sig inspirera av Poes berättelse inför skrivandet av Från jorden till månen. Till rymdfararen Michel Ardan hämtade Verne inte bara namnet (i anagramform) från fotografen och äventyraren Félix Nadar.
Vernes roman berättar bara första halvan av månfärden. Fortsättningen och avslutningen fick läsarna vänta hela fem år på, fram till 1870 års Månen runt.

### Likheter med Apollo 11
Jämförelser har gjorts mellan handlingen i den här romanen och ett antal omständigheter i Apolloprogrammets nästan exakt 100 år senare. Inte minst har man jämfört centrala uppgifter mellan Vernes berättelse och Apollo 11.
- Det var tre man ombord på projektilen, och det var samma antal i de verkliga Apollo-modulerna.[5]
- Projektilen astronauterna åkte med hade samma fysiska dimension som Apollos kommando- och servicemodul.
- Projektilen avfyrades från Florida, vilket apolloraketen också gjorde.[5] Anledningen är att det är lättare att avfyra raketer nära ekvatorn.
- Kanonen hette Columbiad, medan Apollos kommandomodul hette Columbia.
- Både hos Verne och Apolloprogrammet skedde en dragkamp mellan olika amerikanska stater om att få bli inblandade.[5]